# Welcome to the Breakdown
Welcome to the Breakdown – drugi minialbum amerykańskiego zespołu I Fight Dragons, wydany 30 listopada 2010 roku przez Atlantis.

## Lista utworów
1. „Welcome to the Breakdown” – 3:01
2. „No Kontrol” – 2:26
3. „The Power of Love” – 3:59 (cover Huey Lewis and the News)
4. „Proxima Centauri” – 0:57
5. „Give It Up” – 3:33
6. „Not I” – 4:00
7. „Just Decide” – 3:48
8. „She’s Got Sorcery” – 2:54 (dostępny jedynie w formie digital download)
9. „I Fight Ganon” – 2:04 (dostępny jedynie za pośrednictwem e-maila)